# Canto orfeônico
Canto orfeônico é um tipo de prática de Canto coletivo amador, tendo esse nome em homenagem a Orfeu, deus da mitologia grega, que encantava e amansava as feras com sua música.

## Origem

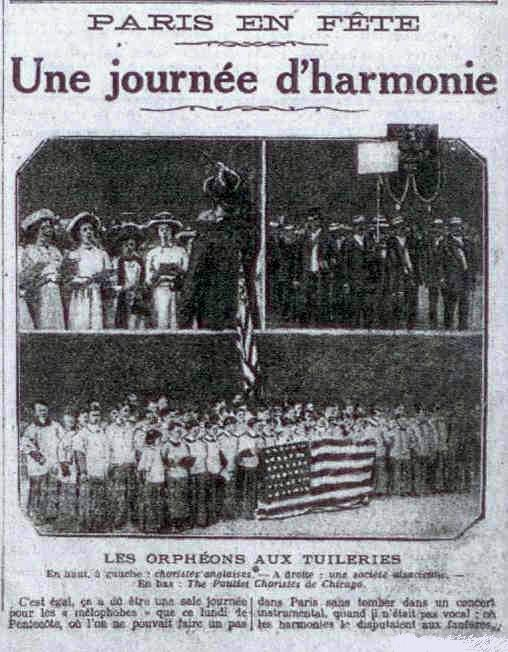
Concurso de orfeões em Paris. 1912.

O canto Orfeônico tem sua origem apontada no inicio do século XIX, sendo associado com a criação da primeira sociedade coral chamada Orphéon  em 1831 na França. Inicialmente o canto orfeônico teve sua finalidade a “civilização” dos costumes e lazer, tanto nas escolas como para operários e forças armadas, na França e posteriormente sendo usado também na Espanha, em seguida iniciou a ser utilizados em outros setores sociais. Sendo assim, o Orphéon tornou-se não só uma prática, mas também uma instituição para disciplinar através do canto amador. 
A escolha do ensino de canto, em comparação ao ensino de instrumentos musicais, nas escolas, se dá pelo fato de que esta prática não necessita de muitos aparatos extras que não a própria voz. Instrumentos dificultariam muito o ensino da música, por serem caros e não se ter fácil acesso. Popularizando assim o ensino do canto orfeônico. 
Além da função de disciplina e construção de costumes, foi atribuído ao canto orfeônico um importante papel como ferramenta para auxiliar na construção de identidade da pátria, algo que vários países europeus buscavam no fim do século XIX e Século XX, assim a pratica do canto foi uma forma de reforçar o nacionalismo em vários países, incluído o Brasil.

## Canto Orfeônico no Brasil
No Brasil, essa prática havia sido realizada desde o início do século XX, quando João Gomes Júnior formou um orfeão de normalistas na Escola Normal de São Paulo (futuro Instituto Caetano de Campos e, em seguida, Fábio Lozano desenvolveu a prática entre as normalistas da cidade de Piracicaba, no interior paulista, tendo grande influência sobre Heitor Villa-Lobos em seu projeto de inclusão da educação musical na escola. O maestro João Batista Julião também ajudou a difundir essa atividade, criando o Orfeão dos Presidiários na Penitenciária Modelo de São Paulo.
Em 1931, Villa-Lobos foi convidado por Anísio Teixeira, à época superintendente do ensino público do Distrito Federal, a ocupar o cargo de diretor do ensino artístico da prefeitura do Distrito Federal. Dessa forma, o ensino da disciplina "canto orfeônico foi instituído como obrigatório no então Distrito Federal, medida que em seguida foi ampliada para todo o território nacional, com a Reforma Capanema (Leis Orgânicas do Ensino), que instituiu o canto orfeônico como parte do currículo escolar durante os quatro anos do primeiro ciclo e os três anos posteriores do segundo ciclo, com a denominação "música e canto orfeônico". Pelo decreto, n. 19.941, de 30 de abril de 1931, o canto orfeônico tornava-se matéria obrigatória do currículo do ensino secundário no país; já o decreto n. 24.794, de 14 de julho de 1934, estabelecia a obrigatoriedade do ensino do canto orfeônico em todos os estabelecimentos escolares, estendendo-se, também, ao ensino primário, em esfera federal .

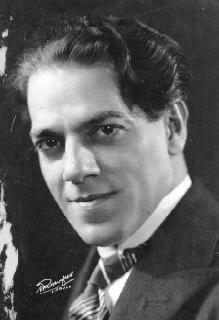
Heitor Villa-Lobos

Em 1932, Villa-Lobos foi incumbido de organizar e dirigir a Superintendência de Educação Musical e Artística (SEMA), a qual objetivava a realização da orientação, do planejamento e do desenvolvimento do estudo da música nas escolas, em todos os níveis, conjugando disciplina, civismo e educação artística. O Plano Geral de Orientação da SEMA atinha-se especialmente á formação de professores, com os cursos "Declamação rítmica e califonia" (arte de cantar/entoar bem), "Preparação ao ensino de canto orfeônico", "música e canto orfeônico" e "Prática do canto orfeônico".
Pelo decreto, nº 19.890, de 30 de abril de 1931, o canto orfeônico tornava-se matéria obrigatória do currículo do ensino secundário no país; já o decreto n. 24.794, de 14 de julho de 1934, estabelecia como obrigatório o ensino do canto orfeônico em todos os estabelecimentos escolares e ao ensino primário, em nível federal. Em 1932, Villa-Lobos foi encarregado de organizar e dirigir a Superintendência de Educação Musical e Artística (SEMA), a qual tinha como objetivo realizar a orientação, do planejamento e do desenvolvimento do estudo da música nas escolas, em todos os níveis, conjugando disciplina, civismo e educação artística. Todas essas iniciativas constituíam os primeiros passos para a criação, em 1942, do Conservatório Nacional de Canto Orfeônico (CNCO). A regulamentação do curso de canto orfeônico deu-se em 1946, com a finalidade de formar professores capacitados para o ensino de tal disciplina. O programa de ensino de canto orfeônico adotou um grande número de pontos originais, desenvolvidos pelo conservatório. Embora o canto orfeônico por Villa-Lobos na grade curricular da educação básica brasileira tenha sido substituído pela disciplina "Educação musical", por meio da Lei de Diretrizes e Bases da Educação Nacional (LDBEN) n. 4.024 de 1961, a influência daquela disciplina continuou mesmo depois de sua extinção oficial, já que os professores que passaram a ministrar "educação musical" eram, basicamente, os mesmo que anteriormente haviam trabalhado com o canto orfeônico, utilizando os mesmo procedimentos de ensino. Analisando as atividades educativo-musicais de Villa-Lobos, torna-se evidente que o canto orfeônico foi concebido pelo maestro como a principal ferramenta para a musicalização, tendo ele atuado como regente e organizador de grandes massas de corais, como compositor, educador. Villa-Lobos expressa:
- Para tornar-se acessível à mentalidade infantil, a música deverá interessá-la, em primeiro lugar, pelo ritmo e, em seguida, pelo caráter de simplicidade e pelo aspecto socializador da melodia. 
- As melodias adequadas a essa função socializadora são precisamente aquelas com as quais a criança já se havia familiarizado espontaneamente, isto é, os brinquedos ritmados, as marchas, as cantigas de ninar ou as canções de roda. 
- A prática dessas melodias criará o estímulo e fomentará o interesse da criança, facilitando de uma maneira sensível a aquisição de noções técnicas decorrentes e necessárias ao canto coral, tais como: o senso rítmico, a educação auditiva e os demais elementos imprescindíveis ao conhecimento da teoria geral. 

### A pedagogia do canto orfeônico de Villa-Lobos
Entre os recursos pedagógicos utilizados para o ensino da música vocal, estão o tonica sol-fa em conjunto com um tipo particular de manosolfa. Quanto às sílabas rítmicas, se utiliza as mesmas empregadas no sistema Kodály: ta corresponde à semínima; ti corresponde à colcheia; tiritiri para o conjunto de quatro semicolcheias e demais combinações. 
O canto orfeônico nas escolas tem como principal finalidade colaborar com os educadores para obter-se a disciplina espontânea dos alunos ao mesmo tempo que procura despertar na juventude um interesse pelas artes em geral. Com tais metas, Villa-Lobos desenvolveu seu projeto de canto orfeônico realizando três atividades complementares: 1) a organização da prática em escolas (incluindo a formação de docentes); 2) a formação e a apresentação de grandes formações orfeônicas; 3) a composição o arranjo e a organização de canções voltadas ao processo de ensino-aprendizagem dessa disciplina. 

### O repertório do canto orfeônico de Villa-Lobos
Com relação às composições, arranjos e organizações de canções, as composições musicais de Villa-Lobos somam 212 nos cinco volumes, sendo 41 compostas por outros músicos e 157 são temas populares. O total de peças seria em número de 452, sendo que, menos as 44 repetidas nos volumes, totalizam 408 músicas. Na abordagem do repertório proposto por Villa-Lobos, quase que totalmente voltado para a música brasileira e para a idade escolar relativa ao ensino básico. Observa-se que existe um repertório para cada faixa etária: 
- Crianças até cinco anos: Canções em uníssono com pequena extensão; de preferência, acompanhadas de gestos e ações lúdicas; que contenham elementos facilitadores para a preparação de codificação e decodificação do ritmo e da melodia, e do exercício da memória; apreciação musical a partir de seleção de peças compatíveis com a capacidade de atenção e concentração segundo a idade dos alunos. 
- Desde cinco a nove anos: Gradativo aumento da extensão e da complexidade rítmica, melódica, harmônica e polifônica; codificação e decodificação de elementos básicos, rítmico-sonoros; apreciação musical. 
- A partir de nove anos: Desde que se constate capacidade de abstração, inserção de conhecimentos teóricos básicos, estritamente ligados à prática musical e necessários para solidificar a aquisição da codificação e decodificação da música; dados históricos complementares; apreciação musical. Ações pedagógicas paralelas ao aprendizado de canções 
- Improvisação vocal e instrumental com base em pesquisa sonora abrangente, com inclusão de timbres de qualquer fonte sonora e alturas independentes de escalas e modos convencionais. 
- Codificação e decodificação livres, a partir da escrita espontânea ao desenvolvimento de qualquer tipo de registro rítmico-sonoro. Os princípios do canto orfeônico nas escolas brasileiras foram então caracterizados pelas adaptações e elaboração de repertório para cada faixa etária, baseando-se principalmente no folclore nacional, reforçando o nacionalismo e a busca pela criação da identidade nacional vivida no século XX.

### Repercussão internacional do canto orfeônico brasileiro
Na esfera internacional, a pedagogia orfeônica de Villa-Lobos se situa no mesmo período do projeto de educação musical realizado por Zoltan Kodaly (1882- 1967) na Hungria, pelo qual Villa-Lobos teria se encantando em viagem à Europa, buscando aplicá-lo de forma semelhante no Brasil. Pode se destacar seis concepções semelhantes nos projetos de Villa Lobos e de Kodály: 1) a de que a música é um direito de todos; 2) a de que a educação musical é necessária para o desenvolvimento pleno do ser humano; 3) a de que a voz cantada e o melhor instrumento de ensino porque é acessível a todos; 4) a de que a música folclórica de alta qualidade deve ser utilizada no ensino musical; 5) a de que o aprendizado musical é mais significativo quando realizado em um contexto de experimentação; 6) a de que os professores de música devem ser especialmente preparados para a árdua tarefa de educação musical(3). Para Villa-Lobos o canto orfeônico tinha como elemento educativo destinado a despertar o bom gosto musical, formando elites, concorrendo para o levantamento do nível intelectual do povo e desenvolvendo o interesse pelos feitos artístico-nacionais. 